# Josef Smistik
Josef „Pepi“ Smistik (* 28. November 1905 in Groß-Enzersdorf; † 28. November 1985 in Wien) war ein österreichischer Fußballspieler. Abwechselnd mit dem Vienna-Spieler Leopold Hofmann spielte er als Centerhalf im legendären Wunderteam. Mit seinem Stammverein Rapid konnte Pepi Smistik zudem im dritten Anlauf im Finale den Mitropapokal 1930 gewinnen und drei Mal österreichischer Meister werden.

## Karriere

### Aufstieg bei Rapid zum Mitropacupsieger
Pepi Smistik begann seine Karriere beim damals unterklassigen Wiener Vororteverein Stadlauer Sportvereinigung, wo er gemeinsam mit seinem Bruder Franz Smistik spielte. Dieser war es, der im Jahre 1926 die Augen Rapids auf sich zog und schließlich als Nachfolger für Außenstürmer Karl Wondrak geholt wurde, der seinerseits seine Karriere beendete. Pepi Smistik folgte seinen Bruder nach Hütteldorf, wo er bereits nach wenigen Wochen Stammspieler als Mittelläufer wurde. Dies Position hatte bis dahin Josef Brandstätter innegehabt, der Publikumsliebling war kurz zuvor abgetreten. Pepi Smistik verstand es nahtlos an das kampfbetonte Spiel Brandstätters anzuknüpfen, verfeinerte es mit seinen technischen Fähigkeiten und großer Spielübersicht, was sich insbesondere in seinen berühmten Longpässen zeigte.
Bereits in seiner ersten Saison konnte Pepi Smistik den ÖFB-Cup gewinnen sowie das Finale des Mitropapokals, den Vorläufer des Europapokals, erreichen. Der Mittelläufer unterlag allerdings klar mit der Rapid-Elf der Sparta Prag in zwei Spielen mit insgesamt 7:3-Treffern. Auch in der nächsten Saison 1928 stand der junge Spieler im Finale des Mitropapokals, musste sich allerdings dieses Mal den Ungarn von Ferencváros Budapest geschlagen geben. Pepi Smistik kam nach dem schwachen Hinspielergebnis von 1:7 in Budapest bei Rückspiel gar nicht mehr zum Einsatz. Die ersten beiden Meisterschaftsgewinnen erzielte er indes 1929 und 1930. Anschließend schafften es die Grün-Weißen, abermals in das Mitropacupfinale einzuziehen und wie 1927 hieß der Endspielgegner Sparta Prag. Im Hinspiel konnten die Hütteldorfer in Prag mit 2:0 siegen. In Wien erkämpften sie sich ein 2:3, was zum Gesamtsieg im Finale reichte. Pepi Smistik hatte einen großen Anteil am Triumph der Rapid, mit dem zwischenzeitlichen 2:2 sorgte er per Kopf nach Kirbes-Corner für die Vorentscheidung auf der Hohen Warte.

### Wunderteamspieler und Ocwirk-Entdecker
Pepi Smistik hatte bereits am 6. Mai 1928 beim 3:0-Sieg über Jugoslawien in der österreichischen Nationalmannschaft debütiert und galt zur Zeit des Wunderteams längst als Routinier. In dieser Ära spielte der Mittelläufer unter anderem beim 5:0-Sieg über die Schotten, die bis dato auf dem europäischen Festland ungeschlagen waren. Zudem dem stand der frischgebackene Rapid-Kapitän 1931 bei 6:0-Sieg über Deutschland in Berlin, beim Revanchematch in Wien, welches er mit dem Team mit 5:0 gewann, so wie beim legendären Spiel gegen England am Platz. Gegen Ende der Ära kam er noch beim 6:1 über Belgien sowie beim 4:0 über Frankreich zum Einsatz. Die 1:2-Niederlage gegen die Tschechoslowakei gilt als Ende des Wunderteams – Pepi Smistik erzielte zumindest den einzigen österreichischen Treffer.
Bis zur Weltmeisterschaft 1934 blieb Pepi Smistik in allen Spielen mit dem Nationalteam anschließend ungeschlagen. In Italien bei der WM musste man sich allerdings dem Gastgeber nach einer zweifelhaften Schiedsrichterleistung im Halbfinale geschlagen geben. Pepi Smistik absolvierte anschließend nur noch einige Spiele für das Team bis 1936. Bereits ein Jahr nach dem Ausscheiden aus dem Nationalteam verließ der Rapid-Kapitän auch seinen Verein, wechselte zurück zu seinem Jugendverein FC Stadlau und arbeitete bis 1945 auch noch beim FAC und in Krems beim Kremser SC als Spielertrainer. Bei Stadlau betreute er unter anderem den jungen Stürmer Ernst Ocwirk, dem er erfolgreich seine Fähigkeiten als Mittelläufer übermittelte – Ocwirk war auf dieser Position später zweimal Kapitän der Weltauswahl.

### Trainertätigkeit und die Zeit nach dem Fußball
Nach dem Zweiten Weltkrieg wechselte der Läufer ins reine Trainermetier und führte unter anderem den Schweizer Klub FC Schaffhausen (1952–1955) in die höchste Liga. Auch in österreichischen A-Liga arbeitete Pepi Smistik noch einmal: die Wiener Austria betreute er in der Saison 1958/59 als Sektionsleiter. Hauptberuflich war er allerdings Fahrer der Likörfirma „Wolfrum“. Gegen Ende seines Lebens litt der einstige Wunderteamspieler an der Parkinson-Krankheit, an seinem 80. Geburtstag erlag er im Lainzer Krankenhaus den Folgen eines Schlaganfalls. Smistik wurde auf dem Stadlauer Friedhof beigesetzt.

## Familie
Smistik war ein Sohn des in Wessely in Mähren geborenen Kutschers Josef Smisitk und der aus Kleinschützen gebürtigen Anna geb. Laicha. Am 4. Juni 1933 heiratete er in Wien die Leopoldine Patek.

## Erfolge
- 1 × Mitropacupsieger: 1930
- 2 × Mitropacupfinalist: 1927, 1928

- 3 × Österreichischer Meister: 1928/29, 1929/30, 1934/35
- 1 × Österreichischer Cupsieger: 1926/27

- Teilnahme Weltmeisterschaft 1934: Halbfinale
- 39 Länderspiele und 2 Tore für die österreichische Fußballnationalmannschaft von 1928 bis 1936